# Jurij Pantielejew
Jurij Aleksandrowicz Pantielejew (ros. Юрий Александрович Пантелеев, ur. 18 października?/31 października 1901, zm. 5 maja 1983) – radziecki admirał (od 3 sierpnia 1953).

## Życiorys
Ukończył kursy doskonalące kadry dowódczej w 1925 i Akademię Marynarki Wojennej im. K. Woroszyłowa w 1933.
W 1918 rozpoczął służbę w marynarce, był członkiem oddziału marynarzy ochraniających instytucje marynarki w Piotrogrodzie. Od listopada 1918 był dowódcą 1 morskiego oddziału Wsiewobuczu, brał udział w zdławieniu powstania kronsztadzkiego w 1921.
Od maja 1922 do grudnia 1923 był młodszym nawigatorem pancernika Marat, od lutego 1925 nawigatorem okrętu podwodnego Politruk, od lipca 1925 starszym zastępcą dowódcy niszczyciela Szauman, od kwietnia 1926 starszym nawigatorem krążownika Czerwona Ukraina. Od grudnia 1928 do października 1930 był zastępcą szefa wydziału szkolenia bojowego sztabu Sił Morskich Morza Czarnego. Od czerwca 1933 był szefem 1 sektoru sztabu Północnej Flotylii Wojskowej, od 25 września 1933 do 21 marca 1934 był pełniącym obowiązki szefa sztabu.
Od kwietnia 1935 był dowódcą pierwszej, a od listopada 1936 – drugiej brygady okrętów podwodnych Floty Czarnomorskiej. Od sierpnia 1938 był członkiem, a następnie zastępcą przewodniczącego Stałej Komisji Przyjmującej Ludowego Komisariatu Marynarki Wojennej ZSRR. Od października 1939 był szefem sztabu Floty Bałtyckiej. 
W 1940 wstąpił do WKP(b). 
Po ataku Niemiec na ZSRR od 4 października 1941 był szefem Leningradzkiej Bazy Marynarki Wojennej, dowodził morską obroną Leningradu. Od kwietnia 1942 do maja 1943 i od grudnia 1943 do 1944 był zastępcą szefa Głównego Sztabu Morskiego. Od maja do grudnia 1943 dowodził Wołżańską, a od lipca 1944 – Białomorską Flotyllą Wojskową. 
Od lipca 1946 był szefem Zarządu Przygotowania Bojowego Głównego Sztabu Morskiego, od kwietnia do lipca 1947 zastępcą szefa Głównego Morskiego Sztabu, od kwietnia 1948 szefem (komendantem) Akademii Marynarki Wojennej im. K. Woroszyłowa. Od sierpnia 1951 dowodził Piątą Flotą, a od kwietnia 1953 – Flotą Oceanu Spokojnego. W styczniu 1956 został przeniesiony na stanowisko szefa (komendanta) Akademii Marynarki Wojennej Budowy Okrętów i Uzbrojenia im. A. Kryłowa. Od listopada 1960 do stycznia 1967 był szefem (komendantem) połączonej Akademii Marynarki Wojennej. 
W marcu 1968 przeszedł w stan spoczynku.
Był autorem pamiętników „Morskoj front” (1965) i „Połwieka na fłotie” (1974).